# Teatro de Cnido
El Teatro de Cnido fue un antiguo teatro griego situado en la ciudad de Cnido, en Asia Menor, en la actual Turquía.

## Historia
El Teatro de Cnido (o teatro menor) era uno de los dos teatros de la ciudad. Es el mejor conservado y más conocido de los dos, ya que estaba situado más cerca del centro de la ciudad y ha sido objeto de más excavaciones arqueológicas. Se construyó originalmente en el período helenístico, a finales del siglo III a. C.  lo que lo convierte en uno de los teatros griegos más antiguos de Asia Menor. Fue renovado, modificado y ampliado durante la época romana, incluyendo la adición de un edificio de escena. El teatro está relativamente bien conservado.

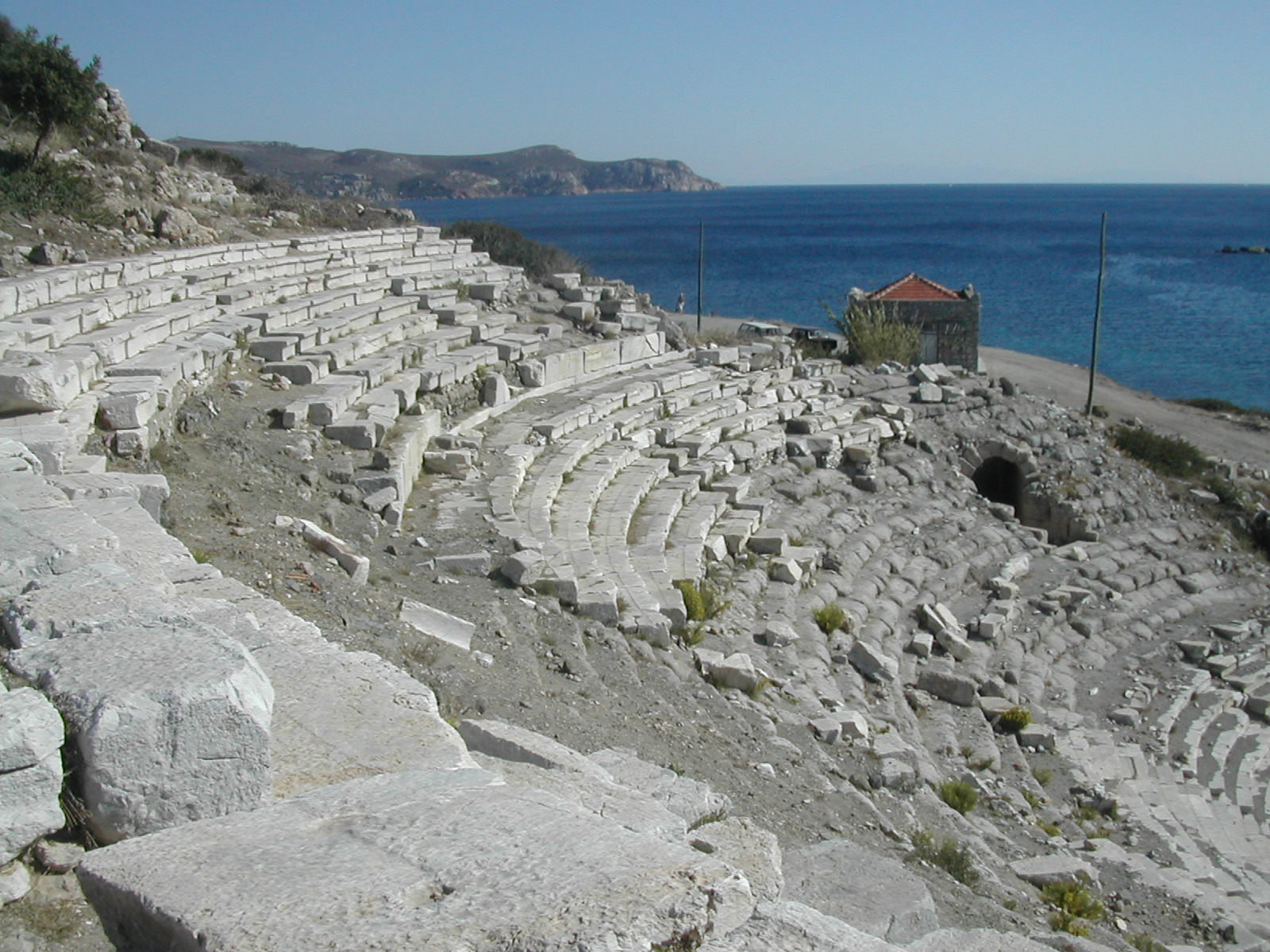
Cávea del teatro.

La Society of Dilettanti realizó el primer boceto del teatro en 1812. Las primeras excavaciones propiamente dichas las llevó a cabo Charles T. Newton para el Museo Británico entre 1856 y 1857. Las excavaciones continuaron de 1968 a 1971 bajo la dirección de Iris Love y en 2006 bajo la de Ramazan Özgan.

## Descripción

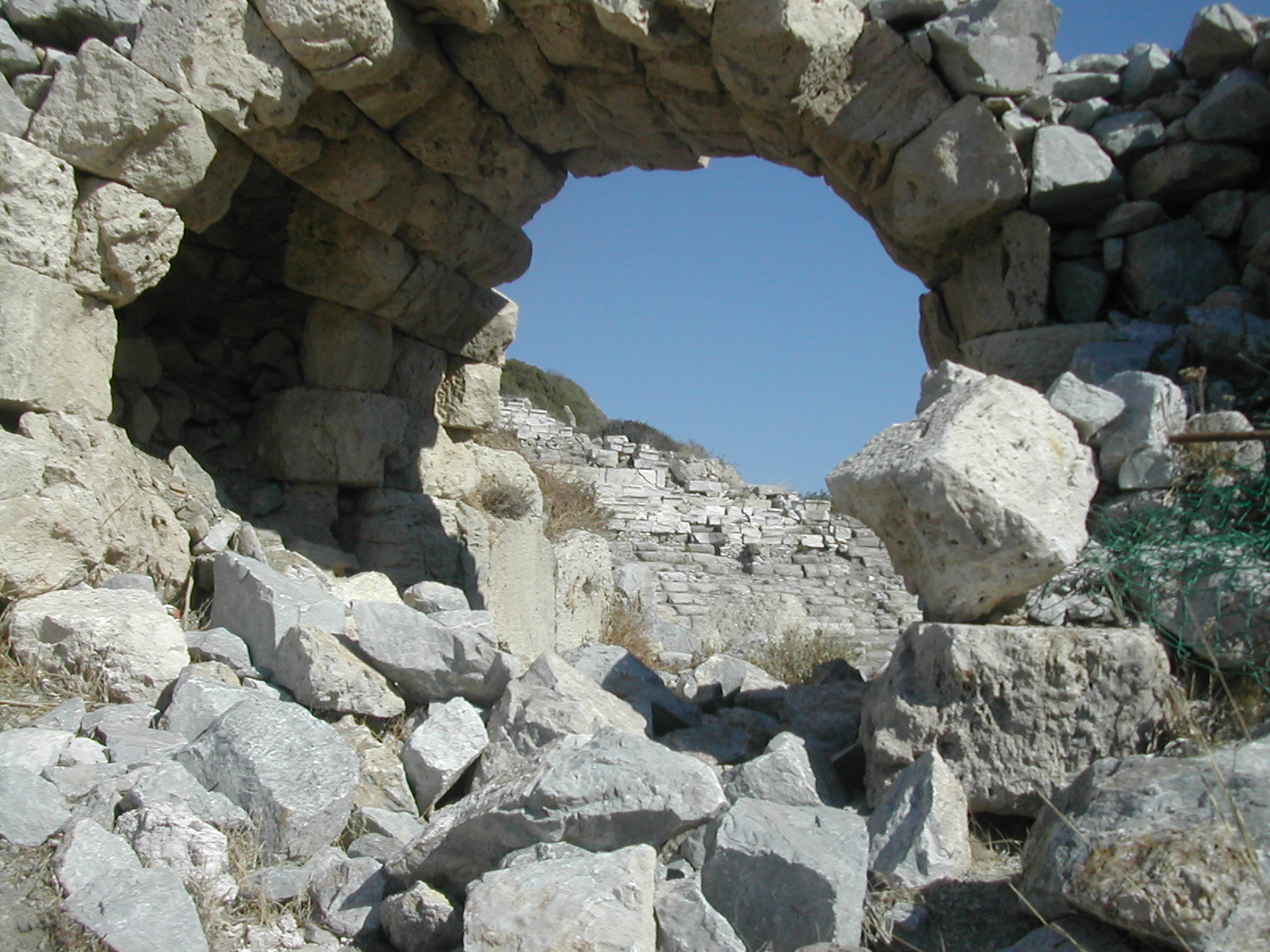
Detalle del teatro.

Estaba situado al este del templo de Dioniso, cerca del extremo norte del puerto comercial, y estaba estrechamente conectado con el templo. El teatro tenía una cávea semicircular típica con una orchestra circular en el centro. El teatro, con un diámetro de unos 58,5 m estaba orientado al sur y tenía un aforo de unas 4500 personas. La cávea tenía ocho escaleras verticales que lo dividían en siete secciones y dos pasillos horizontales (diazomatas ) que lo dividían en las secciones inferior, media y superior. Las secciones inferior y media tenían 12 filas de bancos cada una y la superior siete.
El diámetro de la orchestra es de unos 10 metros. El edificio de la skené se modificó con frecuencia. En la última fase, medía unos 30 × 15 m y estaba decorado con esculturas, entre ellas una estatua de mujer y el torso de una estatua de hombre.
El segundo teatro de Cnido, más grande pero peor conservado, estaba situado al norte de la ciudad, en la ladera suroeste de la acrópolis.